# هربرت پوهل
هربرت پوهل (انگلیسی: Herbert Pohl; ۱۸ سپتامبر ۱۹۱۶ – ۲۱ نوامبر ۲۰۱۰) بازیکن فوتبال اهل آلمان بود.
از باشگاه‌هایی که در آن بازی کرده‌است می‌توان به باشگاه فوتبال درسدنر اشاره کرد.
وی همچنین در تیم ملی فوتبال آلمان بازی کرده‌است.